# Marconi Company
The Marconi Company Ltd. fu un'azienda britannica fondata da Guglielmo Marconi nel 1897 come The Wireless Telegraph & Signal Company (a volte citata come Wireless Telegraph Trading Signal Company). Fu rinominata Wireless Telegraph Company nel 1900 e The Marconi Company nel 1963.
Divenne la divisione del settore difesa della General Electric Company dal 1968, e fu rinominata GEC-Marconi nel 1987, Marconi Electronic Systems (MES) nel 1998; l'anno successivo si fuse con la British Aerospace formando BAE Systems. La Marconi Company non deve essere confusa con Marconi Corporation che fu creata nel 1999 rinominando la General Electric Company (GEC) a questo punto senza la Marconi Electronic Systems.

## Storia

### Gli inizi

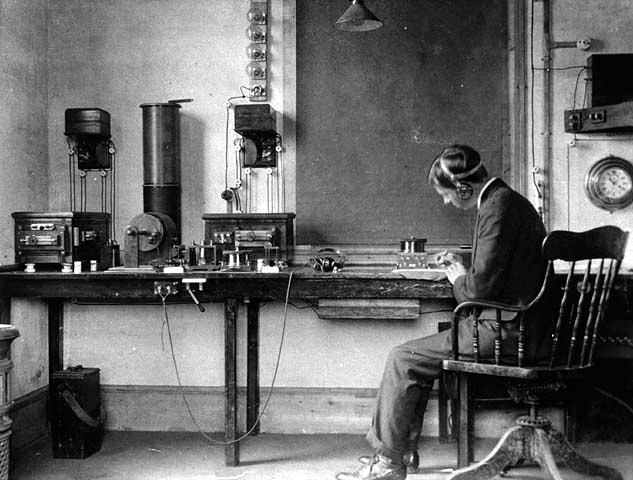
Un impiegato della Marconi Company, Inghilterra, 1906

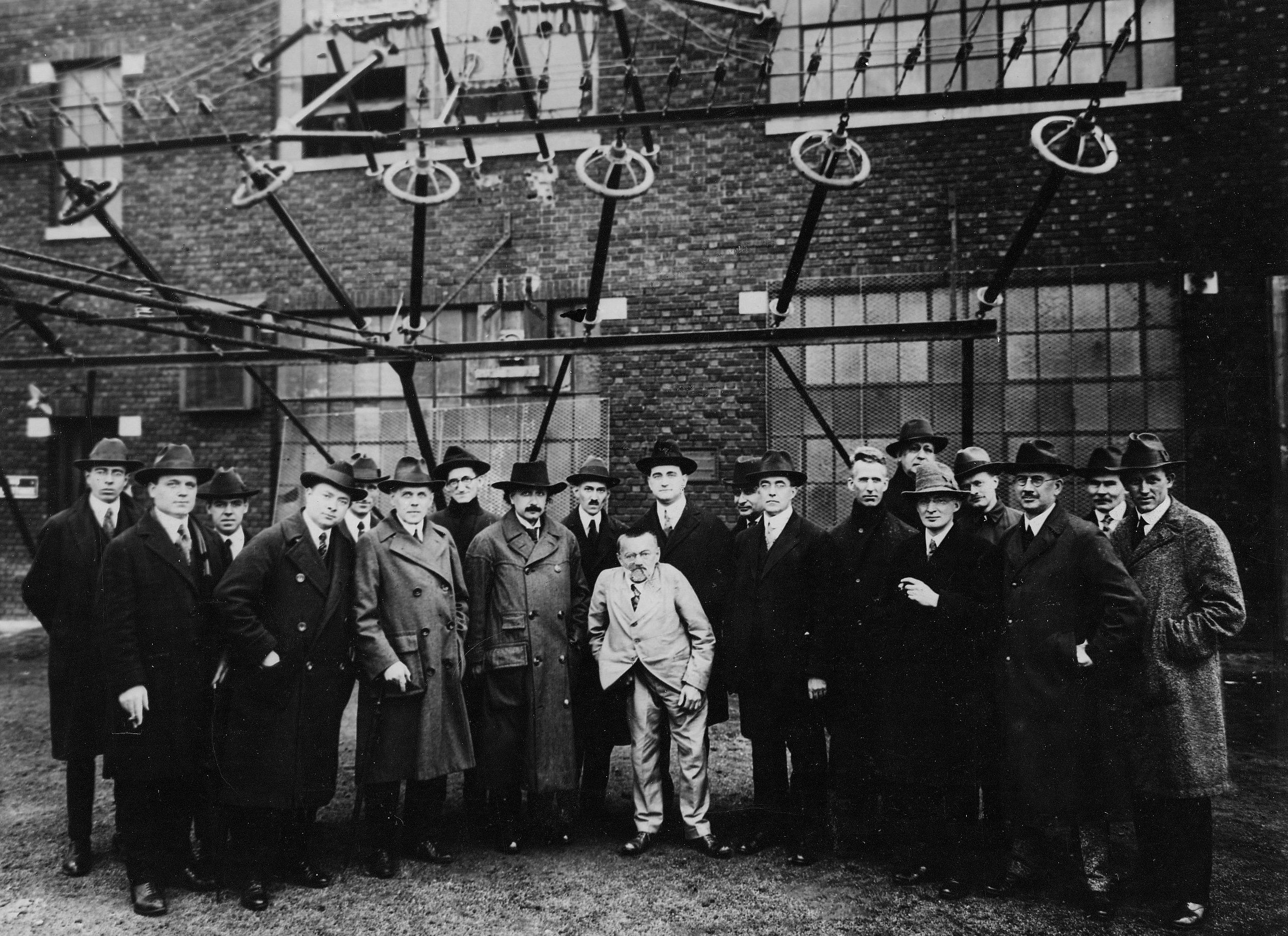
Stazione di trasmissione della Marconi a Somerset (New Jersey) nel 1921.

La "Wireless Telegraph and Signal Company" si costituì il 20 luglio 1897 in seguito al riconoscimento inglese del brevetto per la trasmissione senza fili nel marzo dello stesso anno. La ditta aprì la prima fabbrica in Hall Street a Chelmsford nel 1898 e iniziò la ricerca e la produzione di vari dispositivi di trasmissione, poi utilizzati per la radio, la televisione, i radar, l'avionica.
Dalla stessa azienda nacquero anche la Marconi Wireless Telegraph Company of America (asset acquisiti dalla RCA nel 1920) e la Marconi Marine (1904).
Nel 1912, sebbene indirettamente, fu coinvolta nel cosiddetto Scandalo Marconi.
In Italia, con altri investitori privati, la Marconi creò nel 1924 l'Unione Radiofonica Italiana (URI), a cui il regime mussoliniano garantì il monopolio delle trasmissioni commerciali radio e da cui, dopo la guerra nacque la RAI.

### Attività come sussidiaria di English Electric
English Electric acquisì la Marconi Company nel 1946 e la unì ai propri settori di ricerca e produzione nel campo dell'ingegneria elettrica, dell'aeronautica e della trazione ferroviaria. Nel 1948 la ditta fu riorganizzata in quattro divisioni:
- Comunicazioni
- Broadcasting
- Aeronautica
- Radar

Queste si espansero fino a creare tredici divisioni di produzione e nel 1965 un'altra riorganizzazione ebbe luogo, con tre diversi gruppi:
- Telecomunicazioni
- Elettronica
- Componenti

All'epoca la Marconi Company aveva stabilimenti a New Street Chelmsford, Baddow, Basildon, Billericay e Writtle così come a Wembley, Gateshead e Hackbridge. Possedeva anche altre aziende: Marconi Instruments, Sanders Electronics, Eddystone Radio e la Marconi Italiana (con sede a Genova).
Nel 1968 furono create Marconi Space and Defence Systems e Marconi Underwater Systems.
Nel 1987 Marconi fu rinominata GEC-Marconi e nel 1996 Marconi Electronic Systems, dopo essere stata separata da altri asset non appartenenti al settore difesa.